# Südermühle (Tellingstedt)
Südermühle ist ein Ortsteil der Gemeinde Tellingstedt in Dithmarschen. Er befindet sich im Süden des Ortes und leitet sich von einer ehemaligen Windmühle ab. Nördlich des Ortsteils verläuft die B 203 zwischen Heide und Rendsburg.
Einzige Straße des Ortsteils ist die gleichnamige Straße, welche am ehemaligen Bahnhof von Tellingstedt an der Norderdithmarscher Kreisbahn abzweigt. Hier befindet sich die team baucenter GmbH & Co. KG. Ein Teil der Betriebsanlagen der abgebauten Windmühle sind heute noch an der Südermühle 1 vorhanden.